# Patience Opuene
Patience Opuene - es una deportista nigeriana que compite en lucha libre. Ganó una medalla de bronce en el Campeonato Africano de Lucha de 2014
Ganó una medalla de oro en los Juegos Panafricanos de 2015, pero fue descalificada por dopaje.

## Palmarés internacional
| Campeonato Africano | Campeonato Africano | Campeonato Africano | Campeonato Africano |
| Año                 | Lugar               | Medalla             | Categoría           |
| ------------------- | ------------------- | ------------------- | ------------------- |
| 2014                | Túnez (Túnez)       | Medalla de bronce   | 58 kg               |